# Герб Валків
Герб Ва́лків — офіційний геральдичний символ міста Валки Харківської області, затверджений 11 квітня 1996 р. рішенням сьомої сесії Валківської міської ради народних депутатів ХХІІ скликання. В основу сучасного герба покладений у повній відповідності герб 1781 року.

## Опис герба
Герб має вигляд щита прямокутної форми. Він поділений на дві частини: верхню — зеленого кольору і нижню — лазурного. На зеленому полі розміщено навхрест ріг достатку з плодами та квітами і кадуцей (жезл Меркурія), які символізують прагнення достатку й миру, розвиток торгівлі, пошти, скотарства.
Ріг та жезл золоті, крила та змій — сріблясті. На нижньому полі зображено три сливи, які з давніх часів символізують розвинуте у Валках садівництво.

## Історія герба
До 1765 р. правління Валківської козацької сотні мало власну печатку з гербом: у картуші, увінчаному короною, — журавель, що тримає в піднятій лапі камінь (традиційний геральдичний символ пильності).
У 1780 році Валки затверджуються повітовим містом Харківської губернії, якому надається герб. Герб Валків російського періоду затверджений 21 вересня 1781 року. У горішній частині перетятого щита — герб Харкова; у долішній — в лазуровому полі три сливи, що характеризували Валки, як багате садами місто.
У XIX столітті Борис Кене розробив проект нового герба міста. В лазуровому полі покладені в перев'язь зліва три золотих сливи із зеленими листками. У вільній частині — герб Харківської губернії.
Щит увінчаний срібною міською короною з трьома вежками та обрамований двома золотими колосками, оповитими Олександрівською стрічкою. Герб затвердження не отримав.